# Montesquieu (Lot e Garonna)
Montesquieu è un comune francese di 820 abitanti situato nel dipartimento del Lot e Garonna nella regione della Nuova Aquitania.

## Società

### Evoluzione demografica
Abitanti censiti